# Daniel Ponce de León
Daniel Armando Ponce de León Méndez (Cuauhtémoc, 27 luglio 1980) è un pugile messicano.
Soprannominato The Lion o León, è stato detentore dei titoli WBO dei supergallo e WBC dei piuma.

## Carriera

### Carriera da dilettante
Ponce de León passò alla boxe già giovanissimo per cercare di emulare le gesta di altri celebri pugili messicani come Julio César Chávez, Salvador Sánchez e Marco Antonio Barrera. Discendente della tribù Tarahumara (da cui deriva la sua usanza di entrare nel ring con abbigliamenti tribali da guerriero), dentro il ring ha sempre visto sé stesso come un guerriero moderno.
Il successo di Ponce de León come pugile amatoriale gli permise di prendere parte alla selezione messicana che partecipò alle olimpiadi di Sydney 2000, in cui perse nel turno preliminare del torneo dei pesi mosca contro l'ucraino Volodymyr Sydorenko.

### Carriera da professionista
Ponce de León fece il suo debutto professionale il 31 marzo 2001, a 20 anni, con una vittoria per KO tecnico alla 1ª ripresa su Servando Solis a Ciudad Juárez, in Messico. Oltre a questo incontro, in quell'anno disputò altri sette combattimenti, vincendo sempre per KO dell'avversario.
Il 29 ottobre 2005, sconfiggendo Sod Kokietgym per decisione unanime, ottenne il titolo WBO dei pesi supergallo, che difese fino al 7 giugno 2008, quando venne battuto da Juan Manuel López per KO tecnico.
Il 15 settembre 2012 conquistò il titolo WBC dei pesi piuma, vincendo all'8ª ripresa per decisione tecnica contro Jhonny González; conservò tale titolo fino al 4 maggio 2013, venendo sconfitto nell'incontro successivo da Abner Mares alla 9ª ripresa per KO tecnico.

## Risultati da professionista
| N. | Risultato | Record | Avversario            | Tipo | Round, tempo | Data              | Località                                                    | Note |
| -- | --------- | ------ | --------------------- | ---- | ------------ | ----------------- | ----------------------------------------------------------- | --- |
| 52 | Sconfitta | 45-7   | Miguel Roman          | TKO  | 9 (10), 1:50 | 7 giugno 2014     | Estadio de Béisbol, Ciudad Cuauhtémoc, Messico              | Per il titolo vacante WBC-USNBC Silver dei pesi superpiuma                                                       |
| 51 | Sconfitta | 45-6   | Juan Manuel López     | TKO  | 2 (10), 2:42 | 15 marzo 2014     | Coliseo Roberto Clemente, San Juan                          | Per il titolo vacante WBO International dei pesi superpiuma                                                      |
| 50 | Vittoria  | 45-5   | Joksan Hernandez      | UD   | 10           | 16 novembre 2013  | Grand Oasis, Cancún, Messico                                | |
| 49 | Sconfitta | 44-5   | Abner Mares           | TKO  | 9 (12), 2:20 | 4 maggio 2013     | MGM Grand Garden Arena, Paradise, Nevada, USA               | Perde il titolo WBC dei pesi piuma                                                                               |
| 48 | Vittoria  | 44-4   | Jhonny González       | TD   | 8 (12), 2:36 | 15 settembre 2012 | MGM Grand Garden Arena, Paradise, Nevada, USA               | Vince il titolo WBC dei pesi piuma Decisione tecnica unanime dopo che González fu ferito da un colpo sulla testa |
| 47 | Vittoria  | 43-4   | Eduardo Lazcano       | UD   | 10           | 4 maggio 2012     | The Joint, Paradise, Nevada, USA                            | Vince il titolo vacante WBC-USNBC dei pesi superpiuma                                                            |
| 46 | Vittoria  | 42-4   | Omar Estrella         | KO   | 6 (12), 1:31 | 21 gennaio 2012   | La Bodega del Boxeo, Ensenada, Messico                      | Vince il titolo vacante WBC-USNBC dei pesi piuma                                                                 |
| 45 | Sconfitta | 41-4   | Yuriorkis Gamboa      | TD   | 8 (12), 1:24 | 10 settembre 2011 | Boardwalk Hall, Atlantic City, New Jersey, USA              | Decisione tecnica unanime dopo che Ponce de León fu ferito da un colpo sulla testa                               |
| 44 | Sconfitta | 41-3   | Adrien Broner         | UD   | 10           | 5 marzo 2011      | Honda Center, Anaheim, California, USA                      | Per il titolo vacante WBO Inter-Continental dei pesi superpiuma                                                  |
| 43 | Vittoria  | 41-2   | Sergio Manuel Medina  | TKO  | 7 (10), 2:59 | 4 dicembre 2010   | Estadio Universitario Beto Ávila, Veracruz, Messico         | |
| 42 | Vittoria  | 40-2   | Antonio Escalante     | KO   | 3 (12), 2:40 | 18 settembre 2010 | Staples Center, Los Angeles, California, USA                | |
| 41 | Vittoria  | 39-2   | Cornelius Lock        | UD   | 10           | 1º maggio 2010    | MGM Grand Garden Arena, Paradise, Nevada, USA               | Difende il titolo WBC Latino dei pesi piuma                                                                      |
| 40 | Vittoria  | 38-2   | Orlando Cruz          | KO   | 3 (12), 2:37 | 20 febbraio 2010  | El Plaza Condesa, Città del Messico, Messico                | Vince il titolo vacante WBC Latino dei pesi piuma                                                                |
| 39 | Vittoria  | 37-2   | Roinet Caballero      | UD   | 12           | 5 settembre 2009  | Roberto Durán Arena, Panama, Panama                         | |
| 38 | Vittoria  | 36-2   | Marlon Aguilar        | UD   | 12           | 25 aprile 2009    | Arena Miguel Canto Solis, Cozumel, Messico                  | Vince il titolo vacante NABF dei pesi piuma                                                                      |
| 37 | Vittoria  | 35-2   | Damian Marchiano      | KO   | 4 (10), 1:41 | 1º novembre 2008  | Gymnasio Manuel Bernardo Aguirre, Chihuahua, Messico        | |
| 36 | Sconfitta | 34-2   | Juan Manuel López     | TKO  | 1 (12), 2:25 | 7 giugno 2008     | Boardwalk Hall, Atlantic City, New Jersey, USA              | Perde il titolo WBO dei pesi supergallo                                                                          |
| 35 | Vittoria  | 34-1   | Eduardo Escobedo      | UD   | 12           | 8 dicembre 2007   | MGM Grand Garden Arena, Paradise, Nevada, USA               | Difende il titolo WBO dei pesi supergallo                                                                        |
| 34 | Vittoria  | 33-1   | Reynaldo Lopez        | KO   | 5 (10), 2:39 | 28 settembre 2007 | Morongo Casino Resort & Spa, Cabazon, California, USA       | Difende il titolo WBO dei pesi supergallo                                                                        |
| 33 | Vittoria  | 32-1   | Rey Bautista          | TKO  | 1 (12), 2:30 | 11 agosto 2007    | ARCO Arena, Sacramento, California, USA                     | Difende il titolo WBO dei pesi supergallo                                                                        |
| 32 | Vittoria  | 31-1   | Gerry Peñalosa        | UD   | 12           | 17 marzo 2007     | Mandalay Bay Events Center, Paradise, Nevada, USA           | Difende i titoli WBO e IBA dei pesi supergallo                                                                   |
| 31 | Vittoria  | 30-1   | Al Seeger             | TKO  | 8 (12), 1:43 | 21 ottobre 2006   | Williams Convention Center, El Paso, Texas, USA             | Difende il titolo WBO dei pesi supergallo Vince il titolo IBA dei pesi supergallo                                |
| 30 | Vittoria  | 29-1   | Sod Kokietgym         | KO   | 1 (12), 0:52 | 15 luglio 2006    | MGM Grand Garden Arena, Paradise, Nevada, USA               | Difende il titolo WBO dei pesi supergallo                                                                        |
| 29 | Vittoria  | 28-1   | Gerson Guerrero       | KO   | 2 (12), 1:50 | 27 maggio 2006    | Home Depot Center, Carson, California, USA                  | Difende il titolo WBO dei pesi supergallo                                                                        |
| 28 | Vittoria  | 27-1   | Sod Kokietgym         | UD   | 12           | 29 ottobre 2005   | Desert Diamond Casino, Tucson, Arizona, USA                 | Vince il titolo vacante WBO dei pesi supergallo                                                                  |
| 27 | Vittoria  | 26-1   | Phillip Payne         | TKO  | 7 (12), 0:57 | 24 giugno 2005    | The Show Palace, Oceanside, California, USA                 | Vince il titolo vacante WBO-NABO dei pesi supergallo                                                             |
| 26 | Vittoria  | 25-1   | Ricardo Barajas       | KO   | 2 (10), 2:13 | 29 aprile 2005    | Entertainment Center, Laredo, Texas, USA                    | |
| 25 | Sconfitta | 24-1   | Celestino Caballero   | UD   | 12           | 17 febbraio 2005  | Avalon Hollywood, Los Angeles, California, USA              | |
| 24 | Vittoria  | 24-0   | Julio Gamboa          | KO   | 4 (10), 2:04 | 19 novembre 2004  | Desert Diamond Casino, Tucson, Arizona, USA                 | Difende il titolo WBO-NABO dei pesi supergallo                                                                   |
| 23 | Vittoria  | 23-0   | Emmanuel Lucero       | KO   | 3 (12), 2:51 | 22 ottobre 2004   | County Coliseum, El Paso, Texas, USA                        | Vince il titolo vacante WBO-NABO dei pesi supergallo                                                             |
| 22 | Vittoria  | 22-0   | Carlos Contreras      | UD   | 10           | 11 giugno 2004    | Sundance Square, Fort Worth, Texas, USA                     | |
| 21 | Vittoria  | 21-0   | Anthony Martinez      | TKO  | 7 (10), 1:15 | 17 aprile 2004    | Activity Center, Maywood, California, USA                   | |
| 20 | Vittoria  | 20-0   | Ivan Alvarez          | TKO  | 5 (10), 2:02 | 19 marzo 2004     | Grand Olympic Auditorium, Los Angeles, California, USA      | |
| 19 | Vittoria  | 19-0   | Cesar Figueroa        | TKO  | 6 (10), 2:12 | 26 febbraio 2004  | Sports Arena, San Diego, California, USA                    | |
| 18 | Vittoria  | 18-0   | Jesus Salvador Perez  | TKO  | 1 (10), 2:45 | 16 gennaio 2004   | Dodge Arena, Hidalgo, Texas, USA                            | |
| 17 | Vittoria  | 17-0   | Carlos Duran          | TKO  | 3            | 20 novembre 2003  | Messico                                                     | |
| 16 | Vittoria  | 16-0   | Marcos Badillo        | KO   | 3 (8), 1:58  | 18 settembre 2003 | Santa Ana Stadium, Santa Ana, California, USA               | |
| 15 | Vittoria  | 15-0   | Francisco Tejedor     | TKO  | 1 (8), 3:00  | 28 agosto 2003    | Marriott Hotel, Irvine, California, USA                     | |
| 14 | Vittoria  | 14-0   | Missael Nunez         | TKO  | 4 (6), 1:14  | 19 luglio 2003    | Activities Center, Maywood, California, USA                 | |
| 13 | Vittoria  | 13-0   | Trinidad Mendoza      | TKO  | 2 (10)       | 22 febbraio 2003  | Plaza México, Città del Messico, Messico                    | Difende il titolo giovanile WBC dei pesi gallo                                                                   |
| 12 | Vittoria  | 12-0   | Idelfonso Martinez    | TKO  | 3 (10)       | 17 agosto 2002    | Santa Ana Star Casino, Santa Ana Pueblo, Nuovo Messico, USA | Vince il titolo giovanile WBC dei pesi gallo                                                                     |
| 11 | Vittoria  | 11-0   | Manuel Castro         | KO   | 1 (10), 1:31 | 2 agosto 2002     | Centro de Espectaculos Corona, Ciudad Juárez, Messico       | |
| 10 | Vittoria  | 10-0   | Julio Cesar Avila     | TKO  | 2 (10)       | 29 giugno 2002    | Arena México, Città del Messico, Messico                    | |
| 9  | Vittoria  | 9-0    | Miguel Ramirez        | KO   | 1            | 23 febbraio 2002  | Messico                                                     | |
| 8  | Vittoria  | 8-0    | Terry Evans           | KO   | 2            | 15 dicembre 2001  | Ensenada, Messico                                           | |
| 7  | Vittoria  | 7-0    | Victor Manuel Barreto | KO   | 1 (10), 1:44 | 23 novembre 2001  | Salon Flamingos, Ciudad Cuauhtémoc, Messico                 | |
| 6  | Vittoria  | 6-0    | Diego Andrade         | KO   | 4            | 2 novembre 2001   | Gimnasio Rodrigo M. Quevedo, Chihuahua, Messico             | |
| 5  | Vittoria  | 5-0    | Julio Luna            | TKO  | 5 (6), 0:46  | 1º settembre 2001 | Don Haskins Center, El Paso, Texas, USA                     | |
| 4  | Vittoria  | 4-0    | Jesus Jimenez         | TKO  | 1 (4), 2:45  | 21 luglio 2001    | Feather Falls Casino & Lodge, Oroville, California, USA     | |
| 3  | Vittoria  | 3-0    | Ernesto Rivera        | TKO  | 3            | 18 maggio 2001    | Estadio de la Victoria, Ciudad Juárez, Messico              | |
| 2  | Vittoria  | 2-0    | Victor Rodriguez      | TKO  | 1 (4)        | 1º maggio 2001    | Messico                                                     | |
| 1  | Vittoria  | 1-0    | Servando Solis        | TKO  | 1 (10)       | 31 marzo 2001     | Poliforo Juan Gabriel, Ciudad Juárez, Messico               | |